# Ecliptisch vlak

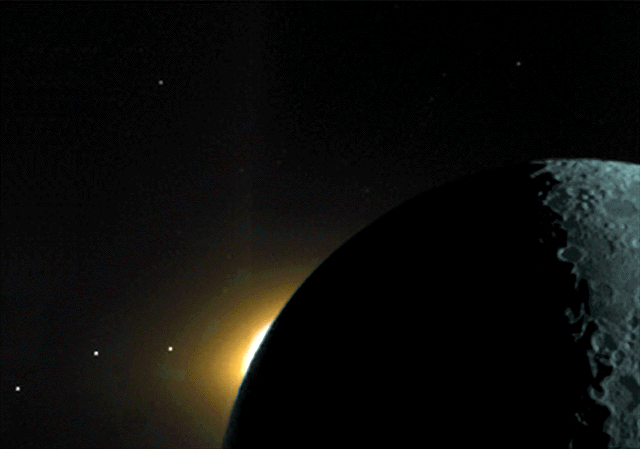
Het ecliptische vlak dat in deze cameraopname van de Clementine wordt weergegeven laat (van rechts naar links) de maan zien die wordt verlicht door de planeetschijn van de Aarde, de corona van de zon en de planeten Saturnus, Mars en Mercurius.

Met het ecliptisch vlak wordt het vlak van de ecliptica bedoeld, ofwel het geometrische vlak waarbinnen de Aarde haar baan om de Zon beschrijft. Het schijnbare traject dat de Zon van de Aarde af bezien in de loop van een jaar langs de hemelbol aflegt valt precies samen met dit vlak. Ook de banen die de andere planeten in het zonnestelsel om de zon beschrijven liggen in een dergelijk vlak. Dit komt doordat alle planeten zijn gevormd uit een "uitgeplatte" protoplanetaire schijf.
De benaming "ecliptisch" hangt samen met het woord eclips, ofwel zonsverduistering. Het vlak waarbinnen de baan van de aarde om de zon ligt wordt namelijk zo genoemd, omdat een zonsverduistering op Aarde alleen kan optreden wanneer ook de maan zich precies in dit vlak bevindt. Omdat de positie van het ecliptische vlak niet constant is maar als gevolg van de precessie van de aardas en de beweging van alle sterren in de Melkweg in de loop van duizenden jaren schommelt, wordt het vlak beschreven aan de hand van een epoche dat wordt gedefinieerd als 1950.0 of 2000.0.
Bij de beschrijving van de positie van objecten in het zonnestelsel is het ecliptische vlak het belangrijkste referentiepunt. Aan de hand van zowel het ecliptische vlak als het vlak van de evenaar kan ook de positie van andere sterren in de Melkweg worden berekend.
De punten waar het ecliptische vlak van de aarde en de hemelevenaar elkaar snijden staan bekend als het lentepunt en het herfstpunt. In 2005 was de snijdhoek 23°27’.
Het ecliptische vlak kan verstoord worden door de zwaartekracht van andere planeten.